# 韦斯娜·契塔科维奇
韦斯娜·契塔科维奇（羅馬化：Vesna Čitaković，1979年2月3日—），塞尔维亚女子排球运动员。她曾代表塞尔维亚国家队参加2008年夏季奥林匹克运动会排球比赛，结果获得第五名。